# Cymothoe herminia
Cymothoe herminia är en fjärilsart som beskrevs av Smith 1887. Cymothoe herminia ingår i släktet Cymothoe och familjen praktfjärilar. Inga underarter finns listade i Catalogue of Life.

## Bildgalleri

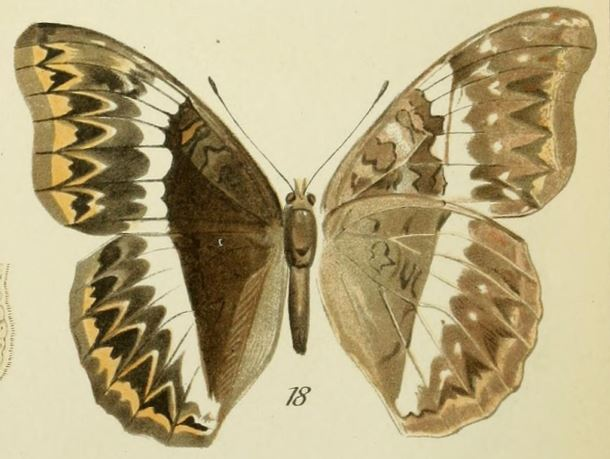